# Acmispon haydonii
Acmispon haydonii là một loài thực vật có hoa trong họ Đậu. Loài này được (Orcutt) Brouillet mô tả khoa học đầu tiên năm 2008.